# Everything I Wanted
Everything I Wanted is een nummer van de Amerikaanse zangeres Billie Eilish. Het nummer werd uitgebracht op 13 november 2019. Het nummer piekte op nummer 8 op de Billboard Hot 100, op nummer één van de hitlijsten in Noorwegen en Ierland, en in de top tien van de hitlijsten in België (Vlaanderen), Duitsland, Nieuw-Zeeland, Zweden en het Verenigd Koninkrijk.

## Achtergrond en release
Op 22 oktober 2019 werd gemeld dat Eilish aan nieuwe muziek werkte. In november 2019 kondigde de zanger de release van twee nieuwe nummers en een videoclip voor het nummer Xanny aan. Ze onthulde uiteindelijk de titel van het nummer en de releasedatum van Everything I Wanted tijdens een Instagram- livestream op 10 november 2019. Ze onthulde de hoes voor het nummer een dag later. Het nummer was te zien in Eilish's advertentie voor Beats by Dre- koptelefoons.

## NPO Radio 2 Top 2000
| Nummer met noteringen in de NPO Radio 2 Top 2000 | '20 | '21 | '22 | '23 | '24 |
| ------------------------------------------------ | --- | --- | --- | --- | --- |
| Everything I Wanted                              | 448 | 642 | 711 | 811 | 708 |

1. ↑  Een vetgedrukt getal geeft de hoogste notering aan.
2. ↑  2020 was het eerste jaar met een notering voor dit nummer.